# Enganyapastors americà
L'enganyapastors americà (Chordeiles minor) és una espècie d'ocell de la família dels caprimúlgids (Caprimulgidae) que habita zones praderies, sabanes, conreus i ciutats, criant des del nord-oest i centre del Canadà, cap al sud fins a l'Amèrica Central. En hivern habita a les Antilles i Amèrica del Sud.